# Lisan Alkemade
Lisan Alkemade (Lisse, 23 juli 2002) is een Nederlands voetbalster die als doelverdediger voor PSV in de Vrouwen Eredivisie.

## Clubcarrière
Alkemade maakte in 2017 de overstap van FC Lisse naar het KNVB Talententeam Zuid. Na de bekendmaking van het einde van het KNVB Talententeam Zuid maakte ze als jongste keepster ooit de stap naar PSV. In 2019 tekende ze een contract bij PSV. In het voorjaar van 2021 stond ze voor het eerst voor PSV op doel, in de wedstrijd tegen PEC Zwolle de Eredivisie Cup. In mei 2021 verlengde ze haar contract met twee jaar bij PSV. Alkemade was in de seizoenen 2022/23 en 2023/24 eerste keepster van de Eindhovense club. In het seizoen 2023/25 moest ze Nicky Evrard voot zich dulden in de pikorde. In 2025 volgde een nieuwe contractverlenging tot medio 2027.

## Interlandcarrière
Alkemade maake haar debuut op 19 september 2021 bij Jong Leeuwinnen. Zij moet spelen tegen Zweden en zij won het met 3-0.

## Statistieken
| Seizoen | Club   | Land      | Competitie         | Wedstrijden | Doelpunten |
| ------- | ------ | --------- | ------------------ | ----------- | ---------- |
| 2019/20 | PSV    | Nederland | Vrouwen Eredivisie | 0           | 0          |
| 2020/21 | PSV    | Nederland | Vrouwen Eredivisie | 0           | 0          |
| 2021/22 | PSV    | Nederland | Vrouwen Eredivisie | 2           | 0          |
| 2022/23 | PSV    | Nederland | Vrouwen Eredivisie | 16          | 0          |
| 2023/24 | PSV    | Nederland | Vrouwen Eredivisie | 17          | 0          |
| 2024/25 | PSV    | Nederland | Vrouwen Eredivisie | 0           | 0          |
| 2025/26 | PSV    | Nederland | Vrouwen Eredivisie | 0           | 0          |
| Totaal  | Totaal | Totaal    | Totaal             | 35          | 0          |

Laatste update: 4 juli 2025
1 Evrard ·
2 Thrige ·
3 Hendriks ·
4 Buurman ·
5 Bross ·
6 Folkertsma ·
9 Smits ·
10 Ripa ·
11 Jansen ·
14 Strik ·
16 Alkemade ·
17 Jacobs ·
18 Dessing ·
19 Stoit ·
20 Nijstad ·
21 Lacroix ·
22 Derks ·
23 Kemper-Moorrees ·
24 Henschen ·
25 Frijns ·
26 Biegel Esteves ·
27 Xhemaili ·
29 Kalma ·
30 Verheijen ·
Coach: Ten Berge
· Assistent-coach: Van Dael